# Témiscouata-sur-le-Lac
Témiscouata-sur-le-Lac è un comune del Canada, situato nella provincia del Québec, nella regione di Bas-Saint-Laurent.